# یارانه‌های انرژی
یارانه‌های انرژی (انگلیسی: Energy subsidies) به اقداماتی اقداماتی گفته می‌شود که نرخ را برای مصرف‌کننده زیر قیمت بازار و یا برای تولید کنندگان بالاتر از سطح بازار نگه می‌دارد یا مخارج مصرف‌کنندگان و تولیدکنندگان را کاهش می‌دهد.